# 名寄岩靜男

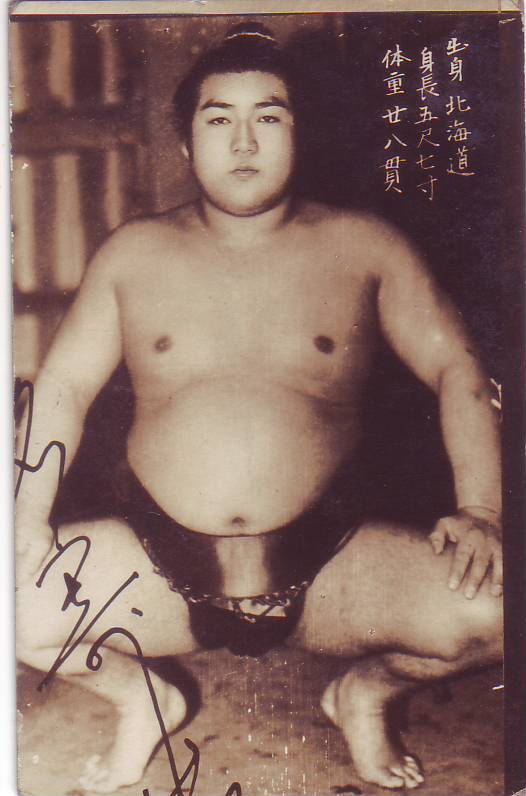

名寄岩靜男（1914年9月27日—1971年1月26日），原名岩壁静雄，日本北海道名寄市出身（出生地北海道小樽市）的前大相撲力士。身高173cm，體重128公斤。所屬的相撲部屋是立浪部屋。最高位置是西大關。

## 生涯
1932年5月，他加入了立浪部屋並首次亮相。他和他的同伴雙葉山定次和羽黑山政司一起支持立浪部屋。 
1937年1月，他晉升為幕內級別。1938年1月，他擊敗了橫綱武藏山武，獲得了他的第一個金星。他於1943年1月被晉升為大關，但在1944年5月被降級為關脇。他於1946年11月再次晉升為大關，但他在1947年11月的比賽中輸掉了所有11場比賽。他在1948年5月的比賽中再次降級。在他在大關級別的六場比賽中，他只獲得了兩場的勝越紀錄，而他作為大關的總體戰績為26勝31負，休場22次。
在1950年5月的比賽中，他贏得了他的第一個敢鬥賞。在1952年9月的比賽中，他擊敗了千代之山雅信，贏得了一個金星並贏得了他的第二個敢鬥賞。 1953年1月，他回到關脇的位置，他仍然是日本戰後時代最年長晉升為三役的力士。在9月19日至10月3日舉行的1954年秋季比賽期間，他到了四十歲生日，在比賽結束後，他在相撲22年後從一名活躍的力士退役。
現役引退後成為年寄，襲名春日山，成立春日山部屋、培訓出前頭・大昇充宏。1971年1月26日因肝病去世，享年56歲。